# Livre Roisin
Pour les articles homonymes, voir Roisin (homonymie).
Le Livre Roisin est un coutumier lillois de la 2e moitié du XIIIe siècle nommé d'après son auteur, Jean Roisin, qui fut clerc de ville à Lille. À partir de 1297, un cartulaire a été ajouté et maintenu à jour plus ou moins régulièrement jusqu'au début du XIVe siècle.

## Manuscrits

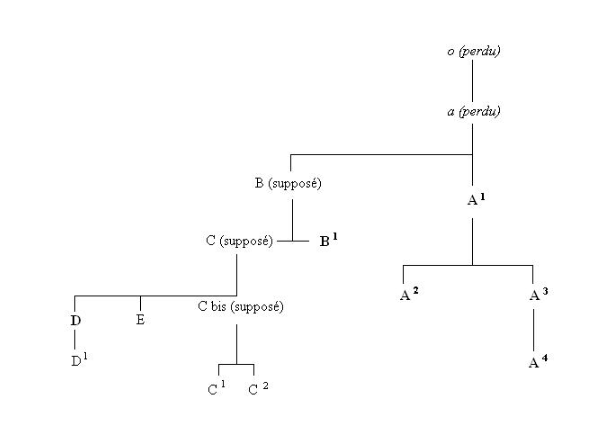
Stemma codicum des manuscrits du Livre Roisin.

Il existe aujourd'hui 10 copies complètes ou partielles du Livre Roisin. Deux copies extrapolée (ο) et attestée (α) sont perdues.
| Id. | Cote                                 | Date                    |
| --- | ------------------------------------ | ----------------------- |
| ο   | Original (perdu)                     | 1267                    |
| α   | Manuscrit de Jean Roisin (perdu)     | 1297                    |
| A1  | Arch. mun. Lille, ms 15 910          | 1349-1544               |
| A2  | Bibl. mun. Lille, ms. God. 49        | 1592                    |
| A3  | Bibl. mun. Lille, ms. 608            | 1617                    |
| A4  | Arch. mun. Lille, ms. 15 911         | 1618                    |
| B1  | Bibl. mun. Lille, ms. 719 (anc. 213) | XIVe – XVe siècles      |
| C1  | Bibl. mun. Lille, ms. 328 (anc. 214) | XVe siècle              |
| C2  | Bibl. chambre des députés, ms. 1001  | XVe siècle              |
| D   | Arch. mun. Lille, 14 452             | XVe siècle              |
| D1  | Arch. dépt. du Nord, ms. 328         | XVe siècle              |
| E   | Ms. Mahieu                           | 4e quart du XIVe siècle |